# Металістка
Металістка (ісл. Málmhaus, англ. Metalhead) — ісландський фільм режисера Раґнара Браґасона про дівчину-металістку, що втратила свого брата рокера та її драматичне життя. Прем'єра фільму відбулася 11 жовтня 2013 року, (Ісландія). Місце зйомок: Ісландія.

## Сюжет
На віддаленій фермі в Ісландії в тіні сімейного горя зростає Дівчина, що розривається між життям і смертю, що забрала її брата і спричинило її власну нездатність йти самостійним шляхом. У своєму горі, вона знаходить розраду в темній музики Black Metal і мріє стати рок-зіркою... Та чи зможе вона втілити свої мрії? Чи вона лише ховається в них?

## Нагороди
Переможець - The Icelandic Film Awards 2014: 
- Найкраща актриса в головній ролі,
- Найкраща актриса другого плану,
- Найкращий актор другого плану,
- Найкращий монтаж,
- Найкращий дизайн костюмів,
- Найкращий дизайн звуку,
- Найкращий саундтрек,
- Найкращий Дизайн Макіяжу.

## Офіційні участі у програмах кінофестивалів
- 2013 Міжнародний кінофестиваль в Торонто,
- 2014 Міжнародний кінофестиваль в Роттердамі,
- 2014 Стамбульський Міжнародний кінофестиваль,
- 2014 Пусанський Міжнародний кінофестиваль,
- та інші.

## Актори
- Інґвар Еґґерт Сигюрдссон - Карл,
- Тора Бйорґ Гельґа - Гера,
- Свейнн Олавюр Ґюннарссон - Янус,
- Трестур Лео Ґюннарссон - Ґюннар,
- П'єтур Ейнарсон - мандрівник
- Галлдора Ґеіргаросдоттір  - Дроплойґ,
- Діл'я Валсдоттір - Гера (в дитинстві),
- Оле Ерік Фуру - Інґве,
- Маґнус Олафссон - Ерлінґ,
- Гілмар Воллан III - Ойстейн,
- Ганнес Олі Ауґустссон - Кнутур,
- Сигрун Едда Бйорнсдоттір - Анна,
- Торюнн Арна Кріст'яндоттір - Ельза.